# Kamienica przy ulicy Kazimierza Wielkiego 43 we Wrocławiu
Kamienica przy ulicy Kazimierza Wielkiego 43 – zabytkowa kamienica mieszczańska, o rodowodzie średniowiecznym znajdująca się przy ulicy Kazimierza Wielkiego we Wrocławiu. 

## Historia posesji i kamienicy
Posesja, na której ulokowana jest kamienica, znajduje się w południowo-zachodniej części miasta. W XV wieku teren ten należał do tzw. Kwartału Słodowników, rozciągającego się łukiem między obecną ulicą Wierzbową a zachodnim wylotem obecnej ulicy Grodzkiej, między wewnętrznym a zewnętrznym obwodem murów miejskich, przy Czarnej Oławie, stanowiącej fosę wewnętrzną. Nazwa związana jest z profesją słodowników, której przedstawiciele zamieszkiwali ten obszar. Parcele zostały zagospodarowane po wyznaczeniu linii fortyfikacyjnych w latach 1329–1348 i zostały wytyczone przy ówczesnej wschodniej stronie ulicy Vnder den melczern. Od XVI wieku odcinek między ulicami św. Doroty (Dorothengasse) i Krupniczą (Graupegasse) zwany był Hummerei. Kwartał Słodowników w drugiej ćwierci XV w. został podzielony, a obszar między ulicami św. Mikołaja i Świdnicką zaliczony został do tzw. Kwartału Kupców.
Od roku 1726 do przynajmniej 1749 właścicielką kamienicy była hrabina Friderica von Proskau, z domu Schaffgotsch. W 1742 roku, 19 marca w kamienicy zmarł hrabia Johann Anton von Schaffgotsch, starosta generalny Śląska i rycerz Orderu Złotego Runa. 

## Opis architektoniczny
Nieznany jest dokładny wygląd budynku w okresie średniowiecznym. W XVI wieku murowana kamienica nr 43 była wąską kamienicą pokrytą dachem kalenicowym. Ich wygląd można obejrzeć na najstarszym planie Wrocławia datowanym na 1562 rok, autorstwa Barthela i Bartholomäusa Weinera. 
W pierwszej tercji XVIII wieku kamienica została przebudowana, a jej fasadzie nadano barokowy wygląd. Inicjatorką przebudowy była prawdopodobnie hrabina Friderica von Proskau. Trzykondygnacyjna kamienica otrzymała trzyosiową fasadę z boniowanym parterem. W osi zachodniej znajdował portal, który wraz z dwoma oknami został ozdobiony kamiennymi opaskami, a między otworami wstawiono półkolumny. Pomiędzy oknami pierwszej i drugiej kondygnacji znajdowały się prawdopodobnie pilastry wielkiego porządku. W tym samym okresie przebudowano wnętrza kamienicy oraz skrzydło oficyny, gdzie umieszczono trzybiegową klatkę schodową ze sztukatorską dekoracją stropów i drewniana balustrada ozdobioną snycerskimi dekoracjami. W 1749 roku budynek został uszkodzony w wyniku wybuchu wieży prochowej a szkody zostały wówczas wycenione na 600 rtl (reichstaler) przy czym wartość domu w chwili zakupy wynosił 8000 rtl. 
W 1800 roku kamienica została wyremontowana a fasadzie nadano empirowy charakter. W 1880 roku fasada budynku została przebudowana na neobarokową, zlikwidowano pilastry zachowując jedynie portal z okresu XVIII wiecznej przebudowy.

## Po 1945
Według Wojciecha Brzezowskiego budynek w latach 60. XX wieku poddano gruntownej przebudowy wnętrza kamienicy, niszcząc pierwotny jego układ i charakter. Edmund Małachowicz, a za nim Harasimowicz, podaje lata 1973–1975 jako te, w których budynek został odbudowany po działaniach wojennych w 1945 roku. Autorem projektu odbudowy był R Kaleta. Podczas odbudowy nadano kamienicy cechy eklektyczne z zachowaniem barokowej kamieniarki.    
W 2018 roku budynek zakupiła Dolnośląska Izba Lekarska, właściciel sąsiedniej kamienicy nr 45 zwanej Pałacem Selderów. Inwestor przeprowadził remont kamienicy według projektu Artura Iwańskiego z pracowni Mazur Arqitectos & Ingenieros Asociados, który zakładał połączenie obu kamienic i stworzenie nowych pomieszczeń dla Izby Lekarskiej.  